# Metković
Metković ([ˈmêtkoʋit͜ɕ]) es una ciudad del condado de Dubrovnik-Neretva, al sureste de Croacia.

## Situación
Metković se encuentra en la frontera de Croacia y Bosnia-Herzegovina, a orillas del río Neretva, que comienza su delta en la ciudad, antes de desembocar en el Adriático. El río es navegable a su paso por la ciudad, en un tramo de treinta kilómetros. Lo importante desde el punto de vista cultural son las 20 estatuas que se conservan del Augusteum, en el museo arqueológico en villa Narona Interesante un pueblo cercano, Vid en el que las casas tienen numerosas inscripciones en latín.

## Localidades
La ciudad se conforma de 5 localidades del área urbana:
- Dubravica
- Glušci
- Metković
- Prud
- Vid

## Demografía
| Gráfica de evolución de Metković entre 1857 y 2011 |
|                                                    |